# Arif Abd ar-Razzaq
Arif Abd ar-Razzaq, auch Aref Abd er-Razzak und Arif Abdul Razzak (arabisch عارف عبد الرزاق الكبيسي, DMG ʿĀrif ʿAbd ar-Razzāq al-Kabīsiyy; * 1914 oder 1921 bei Ramadi, Irak; † 2007 in Berkshire, Großbritannien), war ein irakischer General und Politiker.

## Leben und Wirken

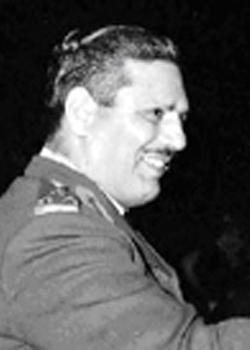
Arif Abd ar-Razzaq

Nach der Schule besuchte ar-Razzaq die Militärakademie in Bagdad. Der 1943 in der damals noch britischen Luftwaffe ausgebildete Luftwaffenoffizier (Brigadegeneral) wurde nach der Revolution von 1958 Kommandant des wichtigen Luftwaffenstützpunkts Habbaniya und schließlich Brigadegeneral. Als eifriger Anhänger des ägyptischen Präsidenten Gamal Abdel Nasser und als Vertreter des Arabischen Einheitsstrebens wurde er 1959 wegen Teilnahme an einem Umsturzversuch 1959 zunächst abgesetzt, 1962 aber wieder rehabilitiert. Er war der Führer des nasseristischen Flügels des zerstrittenen Offizierskorps und hatte bereits sowohl am Baath-Putsch vom 8. Februar 1963 als auch am Militärputsch vom 18. November 1963 gegen die Baath-Regierung teilgenommen. Danach wurde er Mitglied der von dem Ex-Baathisten Fuad ar-Rikabi und Brigadegeneral Abdul Karim Farhan gegründeten Arabischen Sozialistischen Union Iraks.
Im Rahmen der 1964 zwischen Ägypten und Irak vereinbarten Vereinigungspläne wurde ar-Razzaq am 6. September 1965 von Präsident Abd as-Sallam Arif zum Premierminister Iraks ernannt. Er löste den Ex-Baathisten Tahir Yahya ab, der bereits seit 1964 eine Regierungskoalition mit den Nasseristen geführt und ar-Razzaq als neuen Kommandeur der Luftwaffe in den Revolutionsrat gehoben hatte. Diese Koalition war allerdings im Juli 1965 mit dem Rücktritt der nasseristischen Minister (ar-Rikabi, Farhan & Co.) zusammengebrochen. Ar-Razzaq wurde Premier- und Verteidigungsminister und somit auch Mitglied der Vereinigten Politischen Führung mit Ägypten.
Unzufrieden über den stockenden Vereinigungsprozess mit Ägypten wagte ar-Razzaq nach nur einer Woche im Amt am 12. September 1965 einen Putschversuch gegen Arif. Während Präsident Arif zu einem Staatsbesuch im Ausland weilte, bombardierte ein irakisches MiG-Kampfflugzeug den Präsidentenpalast und Teile der Hauptstadt. Nach dem Scheitern des Coups tauchte ar-Razzaq unter und floh nach Ägypten. Als Premier wurde er durch Abd ar-Rahman al-Bazzaz ersetzt. Am 29. Oktober 1965 scheiterte auch ein Putschversuch des ASU-Generalsekretärs Abdul Karim Farhan. Heimlich aus dem ägyptischen Exil zurückgekehrt, versuchte ar-Razzaq kaum zehn Monate nach dem ersten Putsch es am 30. Juni 1966 erneut. Präsident Arif war bereits im April 1966 ums Leben gekommen. Sein Bruder und Nachfolger Abd ar-Rahman Arif hatte Premier Bazzaz Versöhnungsverhandlungen mit den Kurden aufnehmen lassen, die ar-Razzaq zulasten einer allarabischen Einheit sah. Erneut konnte er untertauchen und außer Landes fliehen, wurde aber diesmal in Abwesenheit zum Tode verurteilt. Dann kehrte er zurück, wurde verhaftet, begnadigt und 1967 freigelassen und ausgewiesen.
Erneut heimlich in den Irak zurückgekehrt, richtete er im Juli 1968 zusammen mit Ahmad Hasan al-Bakr und Nadschi Talib ein Ultimatum an Arif, um einen weiteren Putsch doch noch anzuwenden.  Nach der Machtergreifung der Baath-Partei wurde ar-Razzaq zunächst verhaftet und im Oktober 1968 abermals zum Tode verurteilt, dann aber im Januar 1969 freigelassen und nach Ägypten verbannt, während ar-Rikabi 1971 im Gefängnis umkam.
Im britischen Exil trat ar-Razzaq dem Irakischen Nationalkongress bei.